# Oeradel

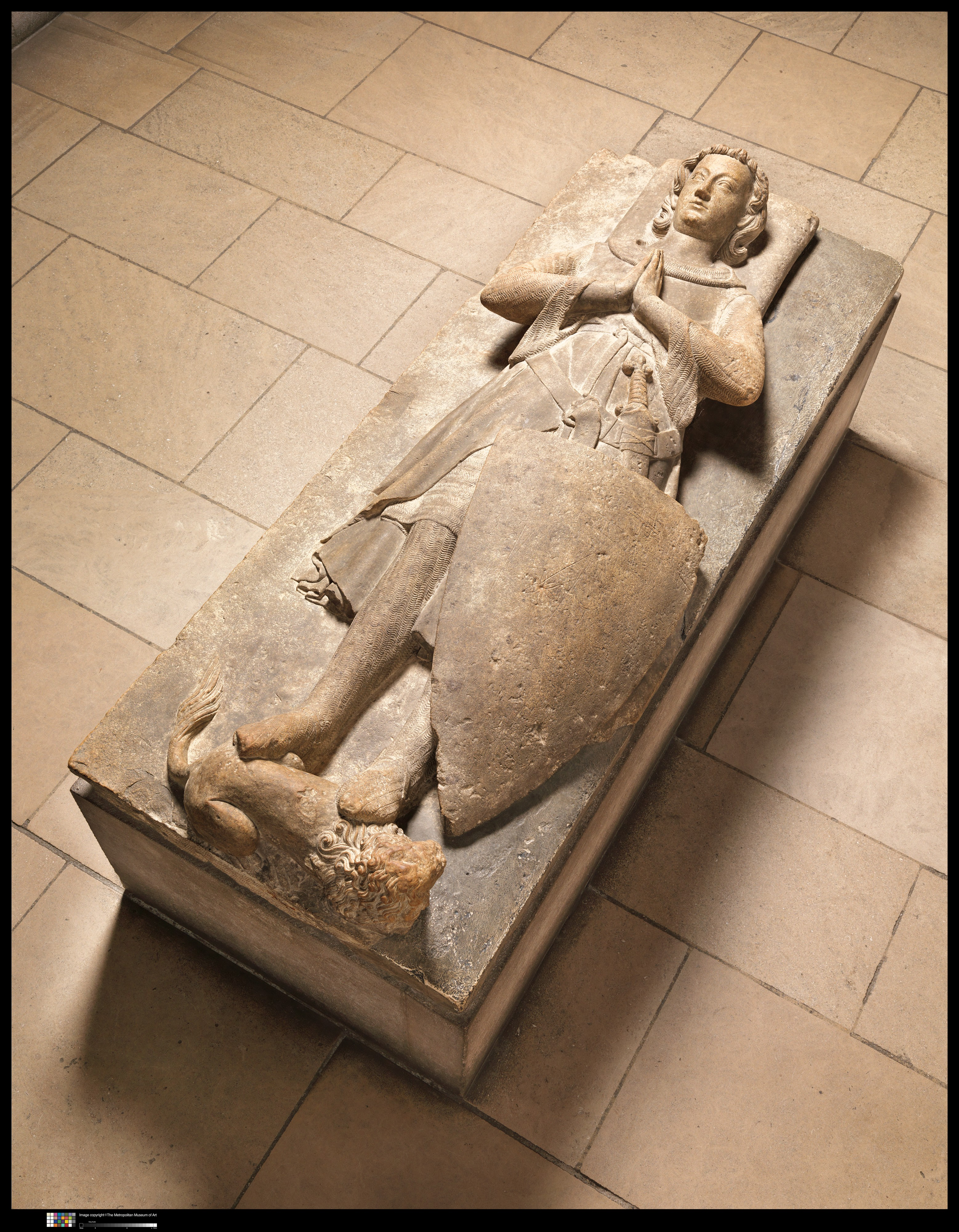

De oeradel, ook oude adel en ook immemoriale adel, zijn de geslachten die sedert mensenheugenis tot de adel behoren. Concreet kunnen zij bogen op een middeleeuwse oud-adellijke afkomst en veelal op ridderlijke, militaire prestaties van hun voorouders.

## Historische context
Al sinds de oudheid is er sprake van een zekere adelklasse die zich op militair, bestuurlijk of economisch vlak wist te onderscheiden. Hierdoor verwierf men macht en genoot men een sterk aanzien van de lokale bevolking en de heersende leider of vorst. De Romeinse adel is een voorbeeld van hoe patriciërs zich zouden opwerken tot een belangrijke en invloedrijke klasse. Er was toen nog geen sprake van de adelstand zoals we die vandaag kennen. 
Gedurende de middeleeuwen ontwikkelde de adel zich meer als exclusieve groep, waarbij men huwelijkspartners zocht binnen dezelfde klasse om de eigen positie te versterken. Hierdoor kon men posities en titels overdragen aan een volgende generatie. Bij de ontwikkeling en het ontstaan van de moderne natiestaten ging men de adelstand herbevestigen. Hierbij herbenoemde en bevestigde men machtige en invloedrijke families. In België worden enkele tientallen families gerekend tot de oeradel, waaronder het geslacht de Merode. Na de onafhankelijkheid van België werden zijn in 1846 herbenoemd tot prins. Daarnaast zijn er heel wat families die hun grip op de macht doorheen de jaren verloren en niet herbevestigd werden in de moderne adel. 
In Nederland en België zijn er geen richtlijnen om een familie tot de oeradel te rekenen. Men hanteert wel verschillende bronnen zoals de verschillende wapenboeken waarbij personen of families beschreven worden met een titel van 'ridder' of 'heer'. Het is evident dat men een historische invloed moet kunnen aantonen. 
In Duitsland geldt een familie als Uradlig wanneer deze voor 1400 als adellijk wordt vermeld in een leenboek (liber feodorum). Bovendien mag deze vermelding sindsdien nergens (opnieuw) bevestigd of vernieuwd zijn. Tot aan het einde van het Keizerrijk in 1918 bestonden in het Duitse rijk graven en baronnen van wie de titel dermate oud was dat deze geen oorkonde behoefden om tot de hoge adel te worden gerekend.

## Oeradellijke titels
Een aantal adellijke titels is voortgekomen uit functies. Aan het hof van Karel de Grote waren graven met allerlei taken benoemd. Toen deze graven zich losmaakten van het steeds zwakkere gezag van de keizer werden zij een bestuurslaag en een categorie binnen de adel.
Ook buiten het Heilige Roomse Rijk van de Duitse Natie waren de edelen ooit allen ridders. Het ging om beroepsmatige cavaleristen. Bij toernooien en het verlenen van functies en orden werd door een afgelegde eed of een voorouderproef (Duits:"Ahnenprobe") vastgesteld of een persoon werkelijk tot de sinds de 12e eeuw gesloten adelstand behoorde.
Later trad een stratificatie, een uitsplitsen in rangen op, waarbij de edelen de titel van baron, burggraaf, graaf, markies en hertog aannamen. De laagste en oorspronkelijk enige adellijke rang, de ridder, kreeg steeds minder aanzien. In de 19e eeuw lieten de ridders in de Zuidelijke Nederlanden de titel daarom vallen. De Spaanse hidalgo, ook een ridder, zakte weg in de boerenstand. Velázquez bewees zijn adeldom, nodig om een Ridder in de Orde van Santiago te kunnen worden, nog door te bewijzen dat zijn beide grootvaders vrijgesteld waren van de belastingen. Van adelsbrieven en stambomen was geen sprake, men stelde vast tot welke stand men behoorde.
De oeradellijke Sires de Coucy weigerden ondanks hun macht en rijkdom een baroniale of grafelijke titel; "heer" was duidelijk genoeg om hun adeldom en positie aan te duiden. Ook in Schotland hebben oeradellijke baroniale families een verheffing tot graaf geweigerd.
De Almanach de Gotha, een zeer betrouwbare adelsalmanak, legt de grens tussen de oeradel en de briefadel min of meer arbitrair in het jaar 1350. Alleen van geslachten van ná dat jaar is immers aan te tonen dat de adeldom door keizer of paltsgraaf verleend is. Maar vaak beschikken oudere adellijke families niet over documenten als adelsbrieven en diploma's en misschien zijn die er ook nooit geweest. 